# 陈思恭 (宋朝)
陈思恭（?—1131年），开封人，宋朝大将，「神武后军」统制。

## 生平
建炎四年二月，金兵还。过吴江县，浙西宣抚使统制陈思恭，以舟师败之于太湖。在宋军全面溃退之际，陈思恭运用水军主动出击金军获得「太湖之役」 胜利。  「明受之变」， 苗傅、刘正彦举兵叛乱，逼高宗退位。思恭与吕颐浩、刘光世、张浚、 韩世忠、张俊、马彦溥、 辛道宗、辛永宗一道率精锐，"同时进兵，以讨元恶"。陈思恭率先到达杭州城。勤王军顺利地解除叛乱。建炎三年金军南侵，陈思恭出守江宁，再守福山, 及参加平江府防御。"为南宋政局的稳定提供相当大的助力"。(刘川豪， 南宋初期将领陈思恭。)  为解决李成的叛乱事件，朝廷以张俊为主力，陈思恭、岳飞、杨沂中部一同征讨，英勇作战，最后将李成击败。

## 家族
北宋名相陈恕、陈执中后辈。